# Huara grossa
Huara grossa is een spinnensoort uit de familie Desidae. De soort komt voor in Aucklandeilanden.